# 小川裕充
小川 裕允（おがわ ひろみつ、1948年10月 - 2019年12月28日）は、日本の美術史家。東京大学名誉教授。

## 人物
- 中国絵画史研究者として、山水画における構成の伝承、古代中世の東アジア絵画史などを研究する傍ら、中国絵画の写真資料収集などを手掛け、ヨーロッパ、カナダ、アメリカ、日本に所在の中国絵画について現地調査を行う。
- 1982年に着任した東北大学の東洋・日本美術史研究室時代から、数十年かけ『中国絵画総合図録』・『同　続編』・『同　第三篇』（東京大学出版会）の編集に当たった。
- 東京大学東洋文化研究所・東アジア研究部門で、東洋学研究情報センター長ほかを務め、学部・大学院にて「中国絵画史研究」および「東洋美術史演習」の講座をもった。

## 履歴
- 1967年 大阪市出身で大阪府立高津高等学校卒業
- 1973年 東京大学教養学部卒業
- 1977年 東京大学文学部大学院修士課程修了
- 1979年 東京大学文学部、同・東洋文化研究所 研究助手
- 1982年 東北大学文学部　東洋・日本美術史研究室 助教授
- 1987年 東京大学東洋文化研究所 助教授
- 1992年 東京大学東アジア美術史講座の4代目教授（前任は戸田禎佑）に就任。
- 2000-2002年 美術史学会の代表委員。
その間、ハイデルベルク大学客員教授、北京日本学研究センター客員教授を歴任している。
- 2012年 東京大学を定年退任した（後任は板倉聖哲[1]）。

## 所属学会
- 文化財保存修復学会
- 密教図像学会
- 美学会
- 東方学会（理事、2003年9月-没時まで）

## 著作
- 『臥遊　中国山水画－その世界』（中央公論美術出版、2008年10月）、集大成の大著

編著・共編
- 中国の花鳥画と日本 （戸田禎佑共編、花鳥画の世界10：学習研究社、1983年）
- 故宮博物院 （全15巻、監修：板倉聖哲、宮崎法子共著、日本放送出版協会、1997年）
  - 1.南北朝～北宋の絵画、2.南宋の絵画、3.元の絵画、4.明の絵画、5.清の絵画を担当
- 五代・北宋・遼・西夏（弓場紀知共編・解説、世界美術大全集東洋編5 小学館、1998年）
- 東京大学東洋文化研究所編 『アジア学の将来像』（東京大学出版会、2003年）の一篇
  - 書画のアジア 彫刻のアジア 建築のアジア 美術のアジア―アジア美術とアイデンティティー 序説
- 中国絵画総合図録 続編（全4巻：戸田禎佑共編、東京大学出版会、1998-2001年）
※正編（全5巻：鈴木敬編、1982-1983年）にも参与。正式な表記は各「中國繪畫總合圖録」
  - 1.アメリカ・カナダ篇、2.アジア・ヨーロッパ篇、3.日本篇、4.総索引・目録
- 中国絵画総合図録 三編（全6巻：板倉聖哲共編、東京大学出版会、2013-2020年）- ※各・大著
  - 1.アメリカ・カナダ篇Ⅰ、2.アメリカ・カナダ篇Ⅱ、3.ヨーロッパ篇、4.アジア・オセアニア、5.日本篇、6.総索引・目録